# Stewart Sukuma
Luis Pereira, més conegut com a Stewart Sukuma (Cuamba, província de Niassa, 1963) és un cantant moçambiquès. El seu nom artístic significa aixeca't en zulu i empeny en swahili.

## Biografia
Provenia d'una família modesta, es va iniciar en la música quan era petit. En 1977 es traslladà a Maputo, on va aprendre a tocar percussió, guitarra i piano i en 1982 començà a cantar en uma banda. El seu primer treball discogràfic fou gravat en 1983, per a Rádio Moçambique. En aquell mateix any va rebre el Premi Ngoma com a Millor Intèrpret Nacional, a Moçambic. Ràpidament esdevingué un músic popular, escoltat a les estacions de ràdio moçambiqueses.
Em 1987 va grava l'àlbum Independência amb la Orchestra Marrabenta Star de Moçambic a Harare (Zimbàbue). Va realitzar alguns concerts a Europa, com al Festival de Berlin, a Londres, al Hackney Empire, a Finlàndia, a Noruega, a Dinamarca, Suècia, Països Baixos, entre d'altres. Va compartir escenari amb altres artistes com Bhundu Boys, Mark Knopfler, Youssou N'Dour, Miriam Makeba, i Hugh Masekela.
Em 1995 Stewart Sukuma marxà a viure a Sud-àfrica, on va produir l'àlbum Afrikiti, juntament amb altres músics moçambiquesos i sud-africans. La seva música conjuga ritmes africans, brasilers i de la música pop, i canta en portuguès, anglès i altres llengües africanes.
En 1998 marxà als Estats Units per estudiar al Berklee College of Music, a Boston, Massachusetts, el primer moçambiquès que va estudiar-hi. El mateix any va guanyar el Premi de Música de la Unesco a Moçambic. En juny de 1998 va fer tres concerts a l'EXPO'98, a Lisboa, i va actuar al Houston International Festival, de Texas, en 1999, juntament amb Angellique Kidjo, Abdullah Ibrahim, Oumou Sangare i Hugh Masekela.
Stewart Sukuma fou nomenat primer ambaixador nacional de bona voluntat d'UNICEF a Moçambic el 14 de desembre de 2012, a causa del seu compromís amb la causa dels nens. El 2013, en nom d'UNICEF, va visitar els evacuats a Chiaquelane, al Districte de Chókwè en un allotjament temporal a causa de les inundacions del riu Limpopo.
Fou ordenat Oficial de l'Ordem do Mérito de Portugal el 5 de maig de 2016, durant la visita del president portuguès, Marcelo Rebelo de Sousa, a Moçambic.

## Discografia[3]
- 1995 – AFRIKITI
- 2008 – NKHUVU
- 2014 - OS SETE PECADOS CAPITAIS & BOLEIA AFRICANA (Doble CD)
- 2016 - O MEU LADO B

### Singles
- Felizminha – 2007
- Wulombe – 2008
- Olumwengo – 2009
- Xitchuketa Marrabenta – 2010
- Caranguejo – 2011

### Compilacions
- 1998: Novo Mundo Africano Bata Vol 4/Star piscina / Universal
- 2000: Moçambique Socorro / Naxos Mundial
- 2003: Musica da CPLP / Marcelo Salazar
- 2006: Contos de Moçambique / Sheer Som
- 2008: Zomba Mix / Disco
- 2011: Sofrimento / Unicef /Neyma